# ŽNK Lepoglava
ŽNK Lepoglava ženski je nogometni klub iz Lepoglave, u Varaždinskoj županiji.

## Povijest
Ženski nogometni klub Lepoglava osnovan je 16. srpnja 2004. godine. Donedavno se natjecao u 2. hrvatskoj nogometnoj ligi za žene. U sezoni 2015./16. izborio je natjecanje u višem razredu te se u sezoni 2016./17. natjecao u 1. hrvatskoj nogometnoj ligi za žene. Klub ima 3 selekcije: seniorke, kadetkinje i limačice.
Natječe se u 2. HNLŽ Skupina Sjever - Zapad.